# Сьєрра-Морена
Сьєрра-Морена (ісп. Sierra Morena) — гори на півдні плоскогір'я Месета в південній частині Іспанії. Протяжність 400 км. Формують вододіл між басейнами річок Гвадалквівір та Гвадіана. Найвища точка — гора Баньюела (1332 м) у масиві Сьєрра-Мадрона; південний схил хребта різко обривається до Андалуської низовини. Інші відомі вершини: Коррал-де-Боррос (1312 м) та Серро-де-ла-Естрелла (1298 м).
Хребет складений кристалічними гірськими породами та утворився внаслідок підняття, викликаного рухом у північному напрямку Африканської плити. Є родовища руд міді та мангану, ртуті; піритів, деякі з них розробляють із давніх часів. Схили Сьєрра-Морени покривають вічнозелені чагарникові угруповання та широколистяні ліси (дуб, бук, каштан).
Назва «Сьєрра-Морена» має легендарну репутацію в іспанській культурі та традиціях і відбита в міфах. Наприклад, в історіях про бандитів (Los bandidos de Sierra Morena), гігантську змію (El Saetón de Sierra Morena), хлопчика Маркуса, вихованого вовками та інших легендах. Ці гори також згадано у знаменитій мексиканській пісні «Сіеліто Ліндо» і в одній із найвідоміших традиційних іспанських пісень «Soy Minero» в інтерпретації Антоніо Моліни.

## Сьєрра-Морена у літературі
- Гори Сьєрра-Морена є одним із місць дії в романі «Хитромудрий ідальго Дон Кіхот Ламанчський» Мігеля Сервантеса.[4]
- Романтичні переживання на тлі іспанської екзотики — в елегійній новелі російського історика та письменника М. М. Карамзіна «Сьєрра-Морена».[5][6]
- У горах Сьєрра-Морена відбувається більша частина дії роману Яна Потоцького «Рукопис, знайдений у Сарагосі».[7]
- Згадується в Козьми Пруткова у вірші «Бажання бути іспанцем».

## Опис
Сьєрра-Морена простягається на 450 км у східному напрямку від верхньої течії річки Гвадалмена в Сьєрра-дель-Релумбрар до північно-західної провінції Уельва, сягаючи Португалії. Система є результатом підняття, викликаного тиском Африканської плити, що рухається на північ. Вона складається з твердих палеозойських порід, таких як граніт і кварцит, а також м'якших матеріалів, таких як сланець і гнейс.
Її назва, що приблизно означає «темний хребет», походить, найпевніш, від темного кольору деяких скель і рослинності, що населяє хребти гірської системи. У деяких документах її також згадано як Сьєрра-Маріаніка.
Раніше це був прикордонний район, навколо була велика дика місцевість з незначним населенням, і ці гірські перевали були важливими для сполучення між Андалусією та центральною частиною Іспанії.
Піки хребтів у середньому не дуже високі, і фактично найвища точка Сьєрра-Морени — найнижча серед усіх гірських систем Піренейського півострова. Однак вони близькі за висотою, в середньому між 600 і 1300 м по всій гірській системі. Оскільки вони утворюють південну околицю Центрального Іберійського плато, то північні райони Сьєрра-Морени здебільшого ледь піднімаються над рівнем навколишнього плато. Тим не менш, Сьєрра-Морена виглядає як справжній гірський ланцюг, який можна побачити на півдні Андалуської низовини, з вражаючими південними схилами та ущелинами. Розташований у провінції Хаен крутий каньйон Деспеньяперрос, утворений однойменною річкою, зі стрімкими стінами висотою понад 500 метрів, є перевалом для перетину Сьєрра-Морени в Андалусії з півночі півострова.

## Історія
На перевалах Сьєрра-Морени є цінні родовища свинцю, срібла, ртуті та інших металів, деякі з них експлуатували з доісторичних часів. Стародавні ібери використовували гірські перевали як прохід між високим плато на півночі та басейном Гвадалквівіру.
Ці похмурі гори за старих часів були відомі тим, що їх часто відвідували бандити та розбійники. З метою заселення гірської зони, під час правління Карла III 1767 року започатковано Нові володіння Сьєрра-Морени та Андалусії. Як наслідок область навколо Ла-Кароліни заселено німецькими, швейцарськими та фламандськими фермерськими сім'ями. Однією з цілей було створення безпечних точок для зупинки в пустельному регіоні, розташованих на прийнятній відстані одна від одної.
Відома «дитина, вихована вовками» Маркос Родрігес Пантоха народився в Аньйорі, в центрі Сьєрра-Морени в тому районі, який зараз є природним парком Сьєрра-де-Карденья-і-Монторо. Фільм «Серед вовків» кордовського режисера Херардо Олівареса засновано на історії його життя.

### Громадянська війна в Іспанії
Сьєрра-Морена була важливою точкою багатьох битв і сутичок протягом усієї громадянської війни в Іспанії.
Битва при Серро-Муріано, яка є частиною наступу Кордови в регіоні в серпні 1936 року, стала відома завдяки фотографії «Солдат, що падає» авторства Роберта Капи, яка відбиває трагічну долю Іспанської республіки.
Битва при Вальсекільйо за участю естремадуранської армії проходила в період з 5 січня по 4 лютого 1939 року трохи далі на захід, у районі перевалу.

## Екологія
Сьєрра-Морена — одне з останніх місць проживання загроженої іспанської рисі. Інші рідкісні тварини регіону: іберійський вовк (2019 року, в рамках Ініціативи щодо великих хижаків у Європі, його оголошено видом, що зникає), кабан, олень, могильник іспанський і беркут.
Колодязі і стави в багатьох районах ареалу забезпечують місце існування для іспанського тритона, стан якого близький до загрозливого.
2015 року на Національному географічному каналі знято документальний фільм з оглядом деяких видів дикої природи регіону.